# Henricus Lefèvre
Pour les articles homonymes, voir Lefèvre.
Henricus Carolus (Henri) Lefèvre, né le 18 décembre 1863 à Gand et y décédé le 11 décembre 1921 fut un homme politique socialiste belge.
Fils d'ouvriers illettrés, il travaille dès ses 9 ans dans l'usine à coton de J. de Hemptinne, puis comme tisserand dans la Grasfabriek et en 1883, il fait son service militaire. Après, il reprend son ancien métier et rallie l'association des travailleurs du coton. 
Élu en 1903 conseiller communal de Gand, il joue un rôle décisif lors d'une grève en 1905 dans les usines textile pour obtenir une réduction du temps de travail. Il succède à Louis Bar à la tête de la Gentse Socialistische Katoenbewerkersvereeniging et devient administrateur de la coopérative Vooruit. En 1913, il devient membre du Comité du Fonds de Chômage urbain et de la Bourse du Travail. Après la première guerre, il tombe sérieusement malade, ce qui ne l'empêche d'être élu en 1919 sénateur pour le parti ouvrier belge. N'ayant payé le cens, il doit cependant renoncer au mandat. En 1921, il est réélu pour la troisième fois conseiller communal et ensuite conseiller provincial, à la suite de quoi il devient sénateur provincial. Il décède cependant à la suite d'une opération fatale.

## Généalogie
- Il fut l'ainé des quatre enfants de Carolus Henricus, tisserand (°1937) et Stéphanie Slock, ménagère.
- Il épousa en 1890 Catharina Anna Desnirck (°1867); ils eurent deux enfants.

## Sources
- Bio sur ODIS